# 期間限定騎乗騎手
期間限定騎乗騎手（きかんげんていきじょうきしゅ）とは、南関東公営競馬において2006年1月1日より制度化され、他の地方競馬（ばんえいをのぞく）でも全国的に2006年4月1日から制度化された騎手の短期免許制度、いわゆるレンタル移籍制度である。

## 概要
本来、地方競馬では騎手免許は全国共通でありながら、競走への騎乗が所属厩舎のある地区に制約されており、事実上、地区を超えた騎手の交流は騎手招待競走に限られ、ほぼ皆無であった。そこで騎手の流動化の向上を図る目的で、地方競馬全国協会と地方競馬の各主催者、騎手会などの関係団体との協議の結果、2006年4月1日より全国の地方競馬で制度化された。ただし、2006年度以前にも一部の地方競馬主催者では短期所属替と呼ばれる同様の制度が既に導入されていた。制度導入により他地区の所属騎手が主催者の指定する重賞競走で騎乗が可能になった。なお、この制度を利用して重賞競走に騎乗する場合、競走当日に主催者が定める範囲内で他の競走にも騎乗が可能である。なお、ばんえい競馬は平地競走とは競走形式が大きく異なるので、この制度は導入されていない。
この制度が作られるきっかけとなったのは、2005年3月に廃止された宇都宮競馬場所属の内田利雄が現役続行のためフリーでの活動を求めたことによるものである。内田の場合、移籍先を模索するも多くの地区で事実上の年齢制限や移籍人数に対する制約が設けられており、正式な移籍としては受け入れられなかった。また、地方競馬では騎手は競馬場・厩舎に所属しなければならず中央競馬のようなフリー騎手は存在しなかったが、岩手県競馬組合は厩舎に短期間所属するという形で受け入れることとした。なお、内田は「地方競馬初のフリー騎手」と言われているが、各競馬場の厩舎に短期間所属しているというだけで、中央競馬のフリー騎手と同じものではない。内田の転戦は期間限定騎乗中に南関東での拠点とした浦和競馬場に2012年から通年で所属するようになるまで続いた。
この制度は、特に積雪などにより冬季開催休止となる北海道、東北、北陸などの地域の騎手、あるいは北関東など廃止された競馬場所属の騎手が活用が目立つ。2012年以降、ホッカイドウ競馬所属騎手は冬季期間中（主に年間開催終了後）に限り毎年数名の一部騎手が南関東・兵庫に所属して期間限定騎乗を行っているほか、吉原寛人や赤岡修次、岡部誠なども毎年のように南関東での期間限定騎乗を行っている。特に吉原・赤岡に関しては南関東競馬の重賞開催日（主に水曜日）が所属競馬場の非開催日と重なることから、毎週のように遠征しては騎乗しているため、南関東のファンにはお馴染みとなっている。また、若手騎手が武者修行の形で他場へ期間限定騎乗した場合、そのまま当該競馬場所属へ移籍したケースも見られる。
なお、2010年度から南関東に関しては、以下のとおり改正された。
- これまで各競馬場1名のみ受け入れていたのを最大4人までとする（全体では4人→16人に）。
- 通算勝利数が原則2000勝以上（北海道は冬季休止になることを踏まえて1000勝以上）だったのを、原則1000勝以上（但し、北海道、岩手、金沢は冬季開催休止になることを踏まえ800勝以上）に緩和。各競馬場につき2人まで、1人あたり2ヶ月間まで。
- 各地のリーディング上位5位以内、かつ25歳以下の若手騎手。各競馬場に付き1人のみ、2ヶ月まで。
- 技術研鑽騎手（見習い騎手）として、騎乗経験8年以下・かつ通算200勝以下の騎手（但し騎乗経験3年未満・かつ通算50勝未満の騎手は除く）。各競馬場につき1人のみ、3ヶ月まで。

南関東では羽田盃、東京ダービーに同一の他地区所属騎手が騎乗して優勝した場合に限り、ダートグレード競走であるジャパンダートダービーに限り騎乗することが出来る規定が追加された。これは金沢競馬所属の吉原寛人騎手が大井競馬所属のハッピースプリントに騎乗し羽田盃を勝ち、二冠目である東京ダービーも大本命で迎えることとなったが、当時の騎乗ルールにより三冠目であるジャパンダートダービーには吉原寛人騎手は騎乗できないことになっていたことに対して事実上の特例を出した形となった。当時の規定では南関東で施行される重賞競走の内、ダートグレード競走については南関東所属馬に他地区所属騎手が騎乗することはできなかった。この翌年、騎乗に関する規定が変更され、南関東で施行される全ての重賞競走について、南関東所属馬に他地区所属騎手が騎乗することができるようになった。
なお、新型コロナウイルス感染症に伴い2021年度より南関東での期間限定免許の交付は行っておらず、他地区から南関東競馬に騎乗するためには遠征馬が必要となる。

## 制度を利用した騎手（2005年度以降）
| 騎手       | 所属     | 短期所属先             | 期間                            |
| ---------- | -------- | ---------------------- | ------------------------------- |
| 内田利雄   | 旧宇都宮 | 多数                   | 多数                            |
| 安藤光彰   | 笠松     | 高橋三郎厩舎（大井）   | 2006年1月10日 - 2006年3月10日   |
| 安藤光彰   | 笠松     | 渋谷信博厩舎（船橋）   | 2006年5月1日 - 2006年6月30日    |
| 岡崎準     | 福山     | 藤江昭徳厩舎（大井）   | 2006年4月9日 - 2006年6月9日     |
| 本村直樹   | 大井     | 青木達彦厩舎（笠松）   | 2006年7月17日 - 2006年10月6日   |
| 山口竜一   | 北海道   | 那俄性哲也厩舎（福山） | 2006年12月1日 - 2007年1月31日   |
| 山口竜一   | 北海道   | 林正人厩舎（船橋）     | 2007年11月26日 - 2008年1月25日  |
| 山口竜一   | 北海道   | 佐藤正則厩舎（佐賀）   | 2009年1月17日 - 2009年3月8日    |
| 山口竜一   | 北海道   | 林正人厩舎（船橋）     | 2010年12月6日 - 2011年2月4日    |
| 川本裕達   | 大井     | 伊藤強一厩舎（笠松）   | 2006年12月11日 - 2007年3月2日   |
| 川本裕達   | 大井     | 田中守厩舎（高知）     | 2007年7月21日 - 2007年9月9日    |
| 川本裕達   | 大井     | 廣森久雄厩舎（北海道） | 2007年9月18日 - 2007年10月25日  |
| 本橋孝太   | 船橋     | 雑賀正光厩舎（高知）   | 2007年3月25日 - 2008年3月24日   |
| 花本正三   | 高知     | 伊藤強一厩舎（笠松）   | 2007年4月12日 - 2007年10月12日  |
| 濱口楠彦   | 笠松     | 小久保智厩舎（浦和）   | 2007年4月23日 - 2007年6月22日   |
| 宮原義典   | 兵庫     | 雑賀正光厩舎（高知）   | 2007年5月1日 - 2007年10月31日   |
| 永森大智   | 高知     | 赤間亨厩舎（金沢）     | 2007年6月10日 - 2007年8月13日   |
| 田知弘久   | 金沢     | 雑賀正光厩舎（高知）   | 2007年6月30日 - 2007年8月12日   |
| 目迫大輔   | 笠松     | 田中守厩舎（高知）     | 2007年9月9日 - 2007年12月8日    |
| 小林靖幸   | 北海道   | 雑賀正光厩舎（高知）   | 2007年11月9日 - 2008年1月3日    |
| 伊藤千尋   | 北海道   | 松木啓助厩舎（高知）   | 2007年11月17日 - 2008年1月20日  |
| 伊藤千尋   | 北海道   | 別府真司厩舎（高知）   | 2008年11月28日 - 2009年1月31日  |
| 伊藤千尋   | 北海道   | 松木啓助厩舎（高知）   | 2009年12月4日 - 2010年1月31日   |
| 牧野孝光   | 荒尾     | 荒井隆厩舎（大井）     | 2008年1月14日 - 2008年3月14日   |
| 菅原勲     | 岩手     | 内田勝義厩舎（川崎）   | 2008年1月18日 - 2008年2月29日   |
| 菅原勲     | 岩手     | 内田勝義厩舎（川崎）   | 2009年1月19日 - 2009年3月20日   |
| 菅原勲     | 岩手     | 内田勝義厩舎（川崎）   | 2010年1月25日 - 2010年3月26日   |
| 山本聡哉   | 岩手     | 雑賀正光厩舎（高知）   | 2008年2月2日 - 2008年2月24日    |
| 寺地誠一   | 兵庫     | 渡邉貞夫厩舎（福山）   | 2007年3月27日 - 2007年5月27日   |
| 寺地誠一   | 兵庫     | 南輝幸厩舎（笠松）     | 2008年4月1日 - 2008年6月12日    |
| 寺地誠一   | 兵庫     | 雑賀正光厩舎（高知）   | 2008年6月20日 - 2008年9月30日   |
| 寺地誠一   | 兵庫     | 中川竜馬厩舎（佐賀）   | 2010年3月27日 - 2010年7月4日    |
| 濱田達也   | 船橋     | 雑賀正光厩舎（高知）   | 2008年4月1日 - 2008年9月30日    |
| 郷間勇太   | 川崎     | 雑賀正光厩舎（高知）   | 2008年4月1日 - 2008年9月30日    |
| 吉田稔     | 愛知     | 上杉昌宏厩舎（大井）   | 2008年7月6日 - 2008年9月5日     |
| 吉田稔     | 愛知     | 柳澤好美厩舎（北海道） | 2008年10月14日 - 2008年10月30日 |
| 吉田稔     | 愛知     | 田中淳司厩舎（北海道） | 2009年7月14日 - 2009年9月13日   |
| 吉田稔     | 愛知     | 田中淳司厩舎（北海道） | 2010年7月15日 - 2010年9月14日   |
| 笹木美典   | 北海道   | 別府真司厩舎（高知）   | 2008年11月28日 - 2009年1月31日  |
| 笹木美典   | 北海道   | 別府真司厩舎（高知）   | 2009年12月4日 - 2010年1月31日   |
| 岩橋勇二   | 北海道   | 瀬戸口悟厩舎（愛知）   | 2008年12月17日 - 2009年2月20日  |
| 山口竜一   | 北海道   | 佐藤正則厩舎（佐賀）   | 2009年1月17日 - 2009年3月8日    |
| 中地雄一   | 川崎     | 田中守厩舎（高知）     | 2009年2月2日 - 2009年3月31日    |
| 高橋利幸   | 船橋     | 田中守厩舎（高知）     | 2009年3月22日 - 2010年3月30日   |
| 高橋利幸   | 船橋     | 田中守厩舎（高知）     | 2010年4月1日 - 2010年9月30日    |
| 實川純一   | 船橋     | 雑賀正光厩舎（高知）   | 2009年3月22日 - 2009年9月21日   |
| 江川伸幸   | 船橋     | 佐藤茂厩舎（金沢）     | 2009年6月1日 - 2009年7月30日    |
| 永森大智   | 高知     | 檜山龍次郎厩舎（福山） | 2009年7月4日 - 2009年9月27日    |
| 永島太郎   | 兵庫     | 米川昇厩舎（北海道）   | 2009年7月14日 - 2009年9月13日   |
| 高野毅     | 大井     | 雑賀正光厩舎（高知）   | 2009年9月1日 - 2010年3月14日    |
| 山下貴之   | 船橋     | 雑賀正光厩舎（高知）   | 2010年1月18日 - 2010年3月7日    |
| 御神本訓史 | 大井     | 雑賀正光厩舎（高知）   | 2010年2月19日 - 2010年5月19日   |
| 阪上忠匡   | 笠松     | 栗田裕光厩舎（大井）   | 2010年5月17日 - 2010年7月30日   |
| 三村展久   | 福山     | 佐藤賢二厩舎（船橋）   | 2010年6月8日 - 2010年8月11日    |
| 大山真吾   | 兵庫     | 山藤統宏厩舎（大井）   | 2010年9月13日 - 2010年11月12日  |
| 鮫島克也   | 佐賀     | 宮本康厩舎（大井）     | 2010年9月17日 - 2010年11月12日  |
| 小杉亮     | 船橋     | 雑賀正光厩舎（高知）   | 2010年10月9日 - 2011年3月31日   |
| 五十嵐冬樹 | 北海道   | 池田孝厩舎（川崎）     | 2010年11月29日 - 2011年1月28日  |
| 桑村真明   | 北海道   | 佐々木仁厩舎（川崎）   | 2010年11月29日 - 2011年1月28日  |
| 服部茂史   | 北海道   | 佐野謙二厩舎（大井）   | 2010年12月6日 - 2011年2月4日    |
| 村上忍     | 岩手     | 齊藤敏厩舎（船橋）     | 2011年1月17日 - 2011年3月18日   |
| 吉原寛人   | 金沢     | 内田勝義厩舎（川崎）   | 2011年1月17日 - 2011年3月18日   |
| 山本聡哉   | 岩手     | 佐藤賢二厩舎（船橋）   | 2011年1月17日 - 2011年3月4日    |

## 南関東地区における制度適用騎手

### 2005年度
- 浦和競馬場 内田利雄（所属元→配属先：村田貴広厩舎）
- 大井競馬場 安藤光彰（所属元→配属先：高橋三郎厩舎）

船橋と川崎は対象者なし。

### 2006年度
- 浦和競馬場 内田利雄（配属先は2005年度に同じ）
- 船橋競馬場 安藤光彰（配属先：渋谷信博厩舎）
- 大井競馬場 岡崎準（所属元：福山競馬場→配属先：藤江昭徳厩舎）

川崎競馬場は小林俊彦（所属元：水沢競馬場→配属先：佐々木仁厩舎）を受け入れる予定だったが、小林の都合により辞退したため対象無しとなった。

### 2007年度
- 浦和競馬場 濱口楠彦（所属元：笠松競馬場→配属先：小久保智厩舎）
- 船橋競馬場 山口竜一（所属元：ホッカイドウ競馬→配属先：林正人厩舎）
- 大井競馬場 牧野孝光（所属元：荒尾競馬場→配属先：荒井隆厩舎）
- 川崎競馬場 菅原勲（所属元：岩手県競馬組合→配属先：内田勝義厩舎）

大井競馬場は当初井上俊彦（所属元：ホッカイドウ競馬→配属先：田中康弘厩舎）を受け入れる予定だったが、井上の都合により辞退したため変更となった。なお、井上騎手は本来の2000勝達成者ではないが、「ホッカイドウ競馬所属者は特例として1000勝以上1999勝以下の実績のある騎手から1名だけ申請を行うことが出来るものとする」という特別ルールにのっとってこれを適用したものだった。

### 2008年度
- 浦和競馬場 内田利雄（配属先は2005年度に同じ）
- 船橋競馬場 小国博行（所属元：ホッカイドウ競馬→配属先：矢野義幸厩舎）
- 大井競馬場 吉田稔（所属元：名古屋競馬場→配属先：上杉昌宏厩舎）
- 川崎競馬場 菅原勲（配属先は2007年度に同じ）

### 2009年度
- 浦和競馬場 内田利雄（配属先は2005年度に同じ）
- 船橋競馬場 井上俊彦（所属元：ホッカイドウ競馬→配属先：矢野義幸厩舎）
- 大井競馬場 中川雅之（所属元：金沢競馬場→配属先：朝倉実厩舎）
- 川崎競馬場 菅原勲（配属先は2007年度に同じ）

### 2010年度
- 勝利度数実績騎手 
  - 浦和競馬場 内田利雄（配属先は2005年度に同じ）
  - 船橋競馬場 村上忍（所属元：水沢競馬場→配属先：齊藤敏厩舎）
  - 船橋競馬場 山口竜一（配属先は2007年度に同じ）
  - 大井競馬場 服部茂史（所属元：ホッカイドウ競馬→配属先：佐野謙二厩舎）
  - 大井競馬場 鮫島克也（所属元：佐賀競馬場→配属先：宮本康厩舎）
  - 川崎競馬場 五十嵐冬樹（所属元：ホッカイドウ競馬→配属先：池田孝厩舎）
  - 川崎競馬場 吉原寛人（所属元：金沢競馬場→配属先：内田勝義厩舎）
- リーディング5位以内の若手騎手
  - 川崎競馬場 桑村真明（所属元：ホッカイドウ競馬→配属先：佐々木仁厩舎）
  - 大井競馬場 大山真吾（所属元：兵庫県競馬組合→配属先：山藤統宏厩舎）
- 技術研鑽騎手
  - 船橋競馬場 山本聡哉（所属元：岩手県競馬組合→配属先：佐藤賢二厩舎）
  - 大井競馬場 阪上忠匡（所属元：笠松競馬場→配属先：栗田裕光厩舎）